# Juan de la Barrera
Juan Carlos de la Barrera Lara (ur. 17 marca 1983 w Querétaro) – meksykański piłkarz występujący najczęściej na pozycji środkowego obrońcy, obecnie zawodnik Irapuato.

## Kariera klubowa
De la Barrera jest wychowankiem drugoligowego wówczas zespołu CD Irapuato. Do seniorskiej drużyny został włączony wiosną 2003 i już pół roku później awansował z zespołem do najwyższej klasy rozgrywkowej. W meksykańskiej Primera División zadebiutował 27 września 2003 w zremisowanym 0:0 spotkaniu z San Luis. Nie potrafił sobie jednak wywalczyć miejsca w składzie Irapuato i pozostawał głębokim rezerwowym drużyny.
Wiosną 2004 De la Barrera zasilił klub Puebla FC. Tutaj, podobnie jak w Irapuato, sporadycznie pojawiał się na ligowych boiskach. Po sezonie 2004/2005 spadł z Pueblą do drugiej ligi, gdzie został podstawowym piłkarzem swojej drużyny. Po roku powrócił do pierwszej ligi, podpisując kontrakt z CF Pachuca. W swoim debiucie w nowym zespole wpisał się na listę strzelców – 24 listopada 2006 w zremisowanej 1:1 konfrontacji z Pumas UNAM – i był to zarazem jego premierowy gol w Primera División.
Jeszcze w tych samych rozgrywkach, Apertura 2006, De la Barrera regularnie występował w barwach ówczesnej filii Pachuki, drugoligowym Indios de Ciudad Juárez. Z miejsca wywalczył sobie mocną pozycję w wyjściowej jedenastce, będąc pewnym punktem drużyny. W późniejszym czasie klub Indios uzyskał niezależność od Pachuki i po rozgrywkach 2007/2008 awansował do Primera División. Pozostał tam przez dwa lata, po czym z De la Barrerą w składzie spadł z powrotem do drugiej ligi.
Wiosną 2011, po sześciu miesiącach spędzonych z Indios w Liga de Ascenso, De la Barrera zasilił drużynę San Luis. Tam w ciągu roku rozegrał jedynie pięć ligowych spotkań i odszedł do swojego macierzystego klubu, CD Irapuato, występującego wówczas już w rozgrywkach drugoligowych.
| Sezon     | Klub                    | Kraj   | Rozgrywki        | Mecze | Bramki |
| --------- | ----------------------- | ------ | ---------------- | ----- | ------ |
| 2002/2003 | CD Irapuato             | Meksyk | Liga de Ascenso  | 2     | 0      |
| 2003/2004 | CD Irapuato             | Meksyk | Primera División | 2     | 0      |
| 2003/2004 | Puebla FC               | Meksyk | Primera División | 1     | 0      |
| 2004/2005 | Puebla FC               | Meksyk | Primera División | 3     | 0      |
| 2005/2006 | Puebla FC               | Meksyk | Liga de Ascenso  | 34    | 3      |
| 2006/2007 | CF Pachuca              | Meksyk | Primera División | 2     | 1      |
| 2006/2007 | Indios de Ciudad Juárez | Meksyk | Liga de Ascenso  | 35    | 3      |
| 2007/2008 | Indios de Ciudad Juárez | Meksyk | Liga de Ascenso  | 39    | 1      |
| 2008/2009 | Indios de Ciudad Juárez | Meksyk | Primera División | 38    | 2      |
| 2009/2010 | Indios de Ciudad Juárez | Meksyk | Primera División | 32    | 0      |
| 2010/2011 | Indios de Ciudad Juárez | Meksyk | Liga de Ascenso  | 17    | 3      |
| 2010/2011 | San Luis FC             | Meksyk | Primera División | 0     | 0      |
| 2011/2012 | San Luis FC             | Meksyk | Primera División | 5     | 0      |
| 2011/2012 | CD Irapuato             | Meksyk | Liga de Ascenso  |       |        |

## Kariera reprezentacyjna
W 2003 roku De la Barrera został powołany do reprezentacji Meksyku U–20 na Młodzieżowe Mistrzostwa Świata w Zjednoczonych Emiratach Arabskich. Na turnieju tym był podstawowym graczem swojej drużyny, występując we wszystkich trzech spotkaniach, natomiast meksykański zespół odpadł w fazie grupowej.